# 州間高速道路72号線
州間高速道路72号線（しゅうかんこうそくどうろ72ごうせん、IH-72; Interstate Highway 72）はミズーリ州ハンニバルの国道61号線からイリノイ州シャンペーンの州間高速道路57号線までを東西に結ぶ、アメリカの州間高速道路である。
起点から約6kmを除いて、ほとんどの区間がイリノイ州内を走る。イリノイ州中部を東西に抜ける。なお、ハンニバルより西への延伸計画がある。
当路線に附属する二級州間高速道路はI-172である。

## 全長
| マイル | km  | 通過する州 |  |
|        |     |            |  |
| 4      | 6   | ミズーリ   |  |
| 182    | 295 | イリノイ   |  |
|        |     |            |  |
| 186    | 301 | Total      |  |

## 路線風景
ほぼ全線がU.S 36と併走する。マーク・トウェインが少年時代を送ったハンニバルが現在のところの起点である（西方向の延伸計画があるため）。マーク・トウェイン記念大橋を渡るとイリノイ州に入る。イリノイ州の州都スプリングフィールドを通り、ディケーターを経て、シャンペーンに向かうイリノイ州中部の町を東西に走る。

## 通過する主要都市
- ハンニバル - 「トム・ソーヤの大冒険」の作者であるマーク・トウェインが少年時代を送ったところ。
- スプリングフィールド - イリノイ州の州都。イリノイ大学スプリングフィールド校がある。
- ディケーター
- シャンペーン - イリノイ大学本部キャンパス（アーバナ・シャンペーン校）の所在地。I-72号線の終点

## 接続する州間高速道路
（注）二級州間高速道路は除く
- イリノイ州
  - 州間高速道路55号線（スプリングフィールド）
  - 州間高速道路57号線（シャンペーン）